# ATP5F1
ATP5F1 (англ. ATP synthase, H+ transporting, mitochondrial Fo complex subunit B1) – білок, який кодується однойменним геном, розташованим у людей на короткому плечі 1-ї хромосоми.  Довжина поліпептидного ланцюга білка становить 256 амінокислот, а молекулярна маса — 28 909.
| 10         |  | 20         |  | 30         |  | 40         |  | 50         |
| ---------- |  | ---------- |  | ---------- |  | ---------- |  | ---------- |
| MLSRVVLSAA |  | ATAAPSLKNA |  | AFLGPGVLQA |  | TRTFHTGQPH |  | LVPVPPLPEY |
| GGKVRYGLIP |  | EEFFQFLYPK |  | TGVTGPYVLG |  | TGLILYALSK |  | EIYVISAETF |
| TALSVLGVMV |  | YGIKKYGPFV |  | ADFADKLNEQ |  | KLAQLEEAKQ |  | ASIQHIQNAI |
| DTEKSQQALV |  | QKRHYLFDVQ |  | RNNIAMALEV |  | TYRERLYRVY |  | KEVKNRLDYH |
| ISVQNMMRRK |  | EQEHMINWVE |  | KHVVQSISTQ |  | QEKETIAKCI |  | ADLKLLAKKA |
| QAQPVM     |  |            |  |            |  |            |  |            |

A: Аланін

C: Цистеїн

D: Аспарагінова кислота

E: Глутамінова кислота

F: Фенілаланін

G: Гліцин

H: Гістидин

I: Ізолейцин

K: Лізин

L: Лейцин

M: Метіонін

N: Аспарагін

P: Пролін

Q: Глутамін

R: Аргінін

S: Серин

T: Треонін

V: Валін

W: Триптофан

Задіяний у таких біологічних процесах як транспорт іонів, транспорт, транспорт протонів. 
Локалізований у мембрані, мітохондрії, внутрішній мембрані мітохондрії.